# Akkosaari (ö i Norra Savolax, Norra Savolax, lat 63,63, long 26,51)
Akkosaari är en ö i Finland. Den ligger i sjön Niemisjärvi och i kommunen Kiuruvesi i den ekonomiska regionen  Övre Savolax   och landskapet Norra Savolax, i den centrala delen av landet, 400 km norr om huvudstaden Helsingfors. Öns area är 0,4 hektar och dess största längd är 90 meter i sydöst-nordvästlig riktning.